# 查尔斯·亨利·泰勒

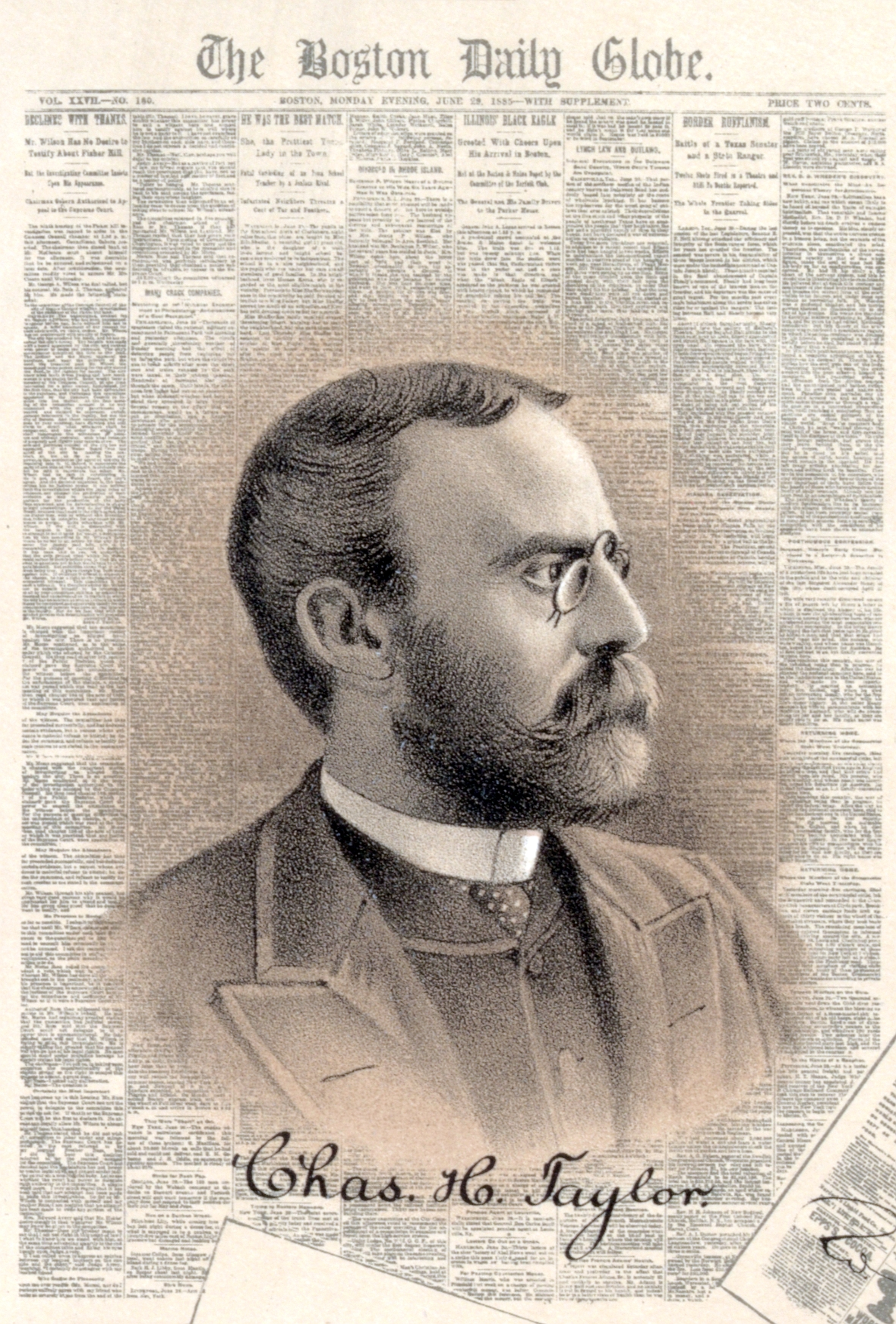
查尔斯·亨利·泰勒

查尔斯·亨利·泰勒（1846年7月14日 - 1921年6月22日）是一位美国记者和政治人物。他是波士頓環球報的創始人。 1872年，他当选马萨诸塞众议院議員， 后来担任马萨诸塞州州长的私人秘书。 